# Estação Galeria
A Estação Galeria é uma das estações do Metrô do Distrito Federal, situada em Brasília, entre a Estação Central e a Estação 102 Sul. Administrada pela Companhia do Metropolitano do Distrito Federal, faz parte da Linha Verde e da Linha Laranja.
Foi inaugurada em 31 de março de 2001. Localiza-se no Eixo Rodoviário de Brasília. Atende o bairro Asa Sul, situado na região administrativa de Brasília.
A estação recebeu esse nome por estar localizada sob a Galeria dos Estados, um dos principais pontos de comércio da região central de Brasília, além de servir de passagem para pedestres.

## Localização
Em suas imediações localiza-se, além da Galeria dos Estados, alguns setores, como o SBS (Setor Bancário Sul), o SCS (Setor Comercial Sul) e o SHS (Setor Hospitalar Sul).

## Acessos
O acesso à estação é feito, além de escadarias e escadas rolantes, também por elevador, facilitando a locomoção de deficientes com dificuldades.
O Acesso Sul é o mais próximo dos guichês e das plataformas, mas é afastado da Galeria dos Estados. Além desse, existem vários acessos próximos ao Setor Comercial Sul.

## Achados e perdidos
Nessa estação está localizado o Posto Central de Objetos Achados e Perdidos, onde objetos achados em quaisquer estações ou trens do Metrô do Distrito Federal são guardados por até 30 dias. Depois desse prazo, os objetos são doados à Administração Regional de Brasília enquanto os documentos são encaminhados aos Correios.

## Painel em Cerâmica
Em 2018, como parte das comemorações dos 70 anos da Declaração Universal dos Direitos Humanos, a Estação Galeria dos Estados ganhou um painel de cerâmica com desenhos feitos por alunos de escolas da rede pública de ensino do DF. A obra de arte recebeu o nome de "O Caminho dos Direitos Humanos".